# Marburg-Biedenkopf
Marburg-Biedenkopf ou Marburgo-Biedenkopf é um distrito da Alemanha, na região administrativa de Gießen, estado de Hessen.

## Cidades e Municípios
- Cidades:

1. Amöneburg
2. Biedenkopf
3. Gladenbach
4. Kirchhain
5. Marburgo
6. Neustadt (Hesse)
7. Rauschenberg
8. Stadtallendorf
9. Wetter (Hesse)

- Municípios:

1. Angelburg
2. Bad Endbach
3. Breidenbach
4. Cölbe
5. Dautphetal
6. Ebsdorfergrund
7. Fronhausen
8. Lahntal
9. Lohra
10. Münchhausen
11. Steffenberg
12. Weimar (Lahn)
13. Wohratal